# NGC 2707
NGC 2707 في الفهرس العام الجديد، هي مجرة، تقع في كوكبة الشجاع. اكتشفت في 1877 بواسطة فيلهلم تمبل.

## روابط خارجية
- NGC 2707 على موقع ويكي سكاي: DSS2, SDSS, GALEX, IRAS, Hydrogen α, X-Ray, Astrophoto, Sky Map, Articles and images